# Rödigsdorf
Rödigsdorf is een  dorp in de Duitse gemeente Apolda in het landkreis Weimarer Land in Thüringen. Het dorp wordt voor het eerst genoemd in een oorkonde uit 1297. In 1974 werd het dorp samengevoegd met Oberroßla tot een gemeente, die in 1994 werd toegevoegd aan de gemeente Apolda.